# 索菲亚·穆拉托娃
索菲亚·伊万诺夫娜·穆拉托娃（俄语：Софья Ивановна Муратова，1929年7月13日—2006年9月27日）是一名苏联女子体操运动員和教練。她於参加了1956年和1960年奥运会赢得了八枚奖牌（2金2銀4銅），曾被授予劳动红旗勋章。

## 世界锦标赛和奥运会

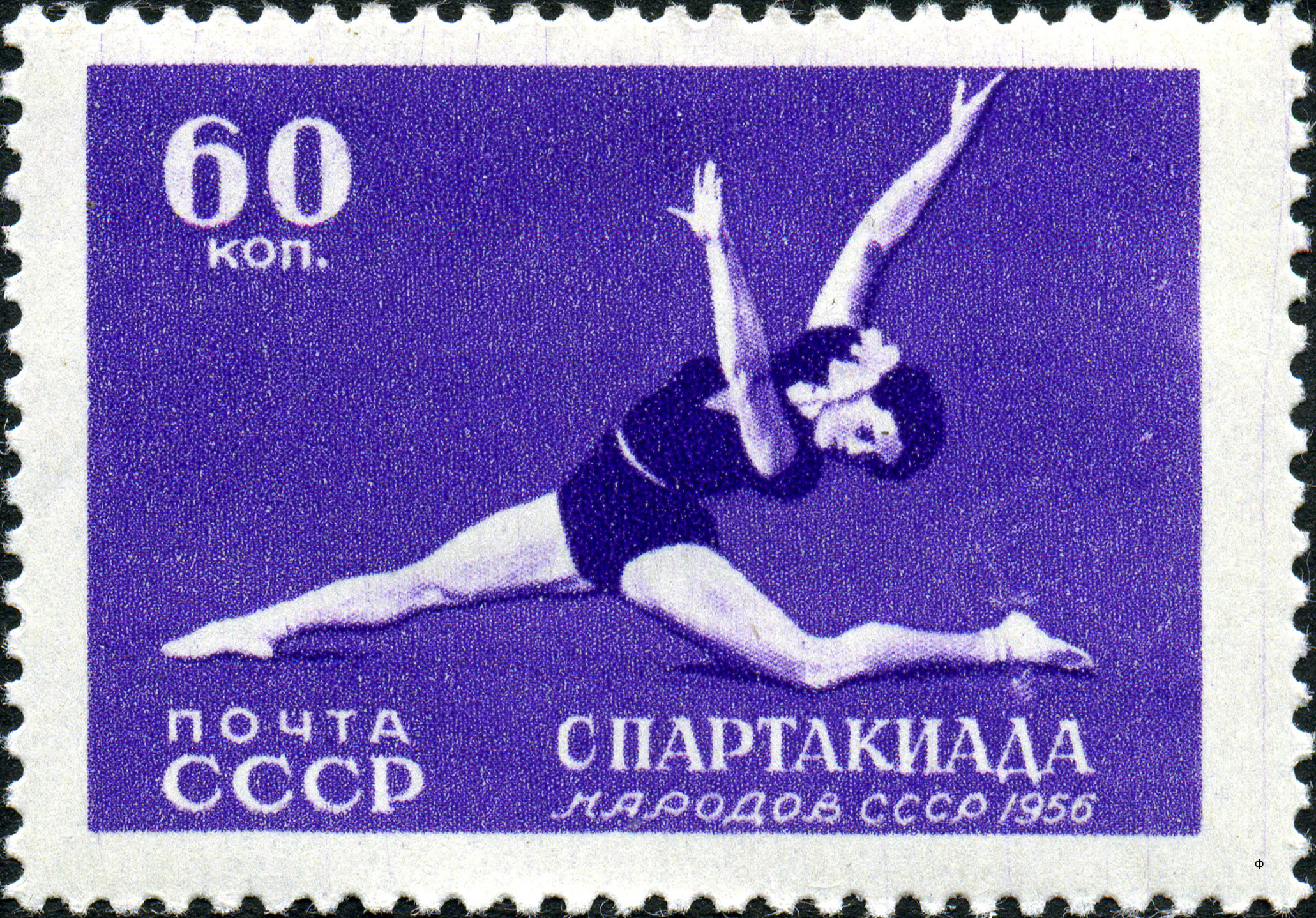
1956年苏联邮票，描绘了穆拉托娃躺在地板上的情景。

穆拉托娃因伤错过了1952年夏季奥运会。两年后的1954年世界体操锦标赛上，她夺得了团体赛金牌，并在个人全能比赛中名列前茅，但在热身赛中手臂骨折，不得不退出比赛。她的丈夫瓦伦丁·穆拉托夫发誓要为她夺得一枚金牌，并成为了全能冠军。 她于1956 年夏季奥运会上首次亮相，赢得团体金牌以及全能和高低杠两枚铜牌。在 1958 年莫斯科举行的世界体操锦标赛上赢得了团体金牌以及跳马和平衡木两枚铜牌。在参加1960年夏季奥运会的途中，她一直饱受伤病困扰，但卓娅·米罗诺娃（Zoya Mironova ）在奥运会前三个月为穆拉托娃做手後，她成功恢复並赢得了三枚奖牌—团体金牌、個人全能的银牌和平衡木铜牌。她将自己的金牌赠送给米罗诺娃，以表谢意。她曾两次获得奥运会全能奖牌（1956年和1960年），这是一项罕见的壮举，只有另外8名女子体操运动员能做到过。  
穆拉托娃曾七次获得全国全能冠军，包括1955年首届苏联杯。她于1965年退役，并担任教练34年。她是1968年奥运会苏联女子体操队的主教练。早在1957年，她被授予劳动红旗勋章。穆拉托娃于 2006 年 9 月 27 日去世。她的丈夫瓦伦丁·穆拉托夫于同年10月6日去世。